# Държаница
Държа̀ница е село в Северозападна България. То се намира в община Димово, област Видин.

## География
Селото е разположено на река Арчар на изхода на живописен каньон, прокопан през хилядолетията от реката в Дунавската равнина.

## Население
Преброяване на населението през 2011 г.
Численост и дял на етническите групи според преброяването на населението през 2011 г.:
|                     | Численост | Дял (в %) |
| Общо                | 117       | 100,00    |
| Българи             | 117       | 100,00    |
| Турци               | 0         | 0,00      |
| Цигани              | 0         | 0,00      |
| Други               | 0         | 0,00      |
| Не се самоопределят | 0         | 0,00      |
| Неотговорили        | 0         | 0,00      |

## Религии
Почти 100% от населението са православни християни. По идея на последния учител от Държаница в селото бе изграден малък храм, носещ името „Св. Архангел Михаил“.

## Културни и природни забележителности
През първата половина на XX век пещерите на запад са били взривени за камък за строителство на къщи. Но една от тях е останала все още под сипея. За нея старите хора от селото казват, че е много дълбока, минава под река Дунав и излиза в Румъния. На няколко десетки метра навътре тя преминава в пропаст.
На около 2,5 км. на запад срещу течението на реката на северния склон на каньона горе във високото се намира пещерата „Опушената дупка“. Тя е дълбока около 20 – 30 метра и от нея се открива прекрасна гледка към южния склон на каньона, където някога е имало каменна кариера.
На около 4 км от селото срещу течението на реката се намира пещерата „Сакулица“. Името произхожда от думата 'сокол', защото там са наблюдавани много соколи в миналото, но хората от Държаница го произнасят по този начин. Входът ѝ се намира след следващия ляв завой на реката на южния склон на каньона. На пръв поглед пещерата изглежда плитка – няколко метра, но зад стената се чува отчетливо, че тече вода и се предполага, че е по-дълбока.
На юг от село Държаница, като се премине през южния мост може да се открие малък закътан водопад, висок няколко метра. До него може да се стигне като се върви срещу течението на поточето „Бобъка“. Водопадът образува малко езеро, около 20 м. в диаметър. Водата пада от хоризонтална скална плоча, под която има малка пещера.
По северните склонове на селото е минавал древен римски акведукт, снабдявал с вода град Рациария. Останки от него са открити в дворовете на някои от къщите в селото.
На югозапад от село Държаница съвсем близо до село Лагошевци се намира пещерата „Студената дупка“.

## Флора и фауна
От животинските видове се срещат дива свиня, чакал, лисица, заек, прилеп, пор и невестулка. От насекомите се срещат майски бръмбар, бръмбар рогач, скорци и дори скорпиони. От змиите се срещат пепелянка, усойница, смок, слепок, обикновена водна змия и воден смок.

## Редовни събития
По традиция всяка година на 2 юни или най-близката събота и неделя след 2 юни се провежда съборът на селото.

## Кухня
- Кавърма – специфично приготвена за региона с повече постно свинско месо, по-малко кромид и домати и съвсем малко олио;
- Покрекло – яхния от свински дреболийки;
- Кисело – лятна студена супа от краставици, кисели сливи, чесън, пипер, копър и сол във вода, местна опростена версия на таратор;
- Яйца на хартия – яйца, разстлани върху амбалажна хартия и запечени върху печка на дърва, пекат се едностранно, без да се обръщат;